# NICI
Die NICI GmbH (bis Dezember 2006: NICI AG) ist ein Unternehmen mit Sitz in Altenkunstadt in Oberfranken.
Das Unternehmen produziert Plüschtiere aus eigener Entwicklung sowie Merchandising-Produkte als Lizenznehmer. In den Jahren 2005 und 2006 wurde zum Beispiel das Maskottchen Goleo der Fußball-Weltmeisterschaft 2006 in Deutschland hergestellt.

## Geschichte
Die Unternehmung wurde am 1. Juni 1986 unter der Firma NICI M+O Pfaff GmbH gegründet. 1999 wurde sie in eine Aktiengesellschaft unter der Firma NICI AG umgewandelt. Der Name NICI leitet sich vom Spitznamen der Tochter der Firmengründer ab: Nicole. Zu Beginn entwarf und schneiderte Marina Pfaff die Plüschtiere zu Hause. Sie ließ sich von Tieren inspirieren und entwickelte mit comic-artigen Einflüssen und gezielter Materialauswahl den NICI-typischen Stil.

## Insolvenz der NICI AG
Die Gesellschaft beschäftigte nach eigenen Angaben im Jahr 2005 rund 560 Mitarbeiter. Der Jahresumsatz lag zu diesem Zeitpunkt bei etwa 75 Mio. Euro. Im Mai 2006 wurde ein Insolvenzverfahren eingeleitet, in dessen Rahmen die Mitarbeiterzahl auf rund 400 bis Ende November 2006 sank.
Ursprünglich wurde vom Vorstand der schleppende Absatz des WM-Maskottchens Goleo als Ursache für die Insolvenz angegeben. Dies stellte sich nach Prüfung der Firmenunterlagen durch den Insolvenzverwalter jedoch als nicht haltbar heraus. Vielmehr waren über Jahre hinweg Millionenumsätze vorgetäuscht worden. Für das Geschäftsjahr 2005 wurden zum Beispiel 155 Millionen Euro angegeben, während tatsächlich nur rund 75 Millionen Euro erwirtschaftet wurden. Auf diese Weise sollten bei den finanzierenden Banken zusätzliche Kreditlinien erschwindelt werden. Der ehemalige Vorstand und Gründer Ottmar Pfaff wurde im Mai 2006 verhaftet. Am 23. November 2006 wurde zudem der kaufmännische Leiter und Prokurist des Unternehmens in Haft genommen. Er steht unter dem Verdacht, an den finanziellen Manipulationen beteiligt gewesen zu sein.
Ottmar Pfaff wurde am 27. Juni 2007 vom Landgericht Hof zu sechseinhalb Jahren Haft wegen Betrugs verurteilt.

## Übernahme und Umfirmierung
Der Insolvenzverwalter Michael Jaffé, der auch für die Abwicklung der Kirch-Gruppe verantwortlich war, teilte am 1. Dezember 2006 mit, dass der amerikanische Finanzinvestor Strategic Value Partners den Geschäftsbetrieb sowie die meisten Vermögensgegenstände und Markenrechte übernommen hat. Die NICI AG wurde zur NICI GmbH umgewandelt.

Plüschtiger
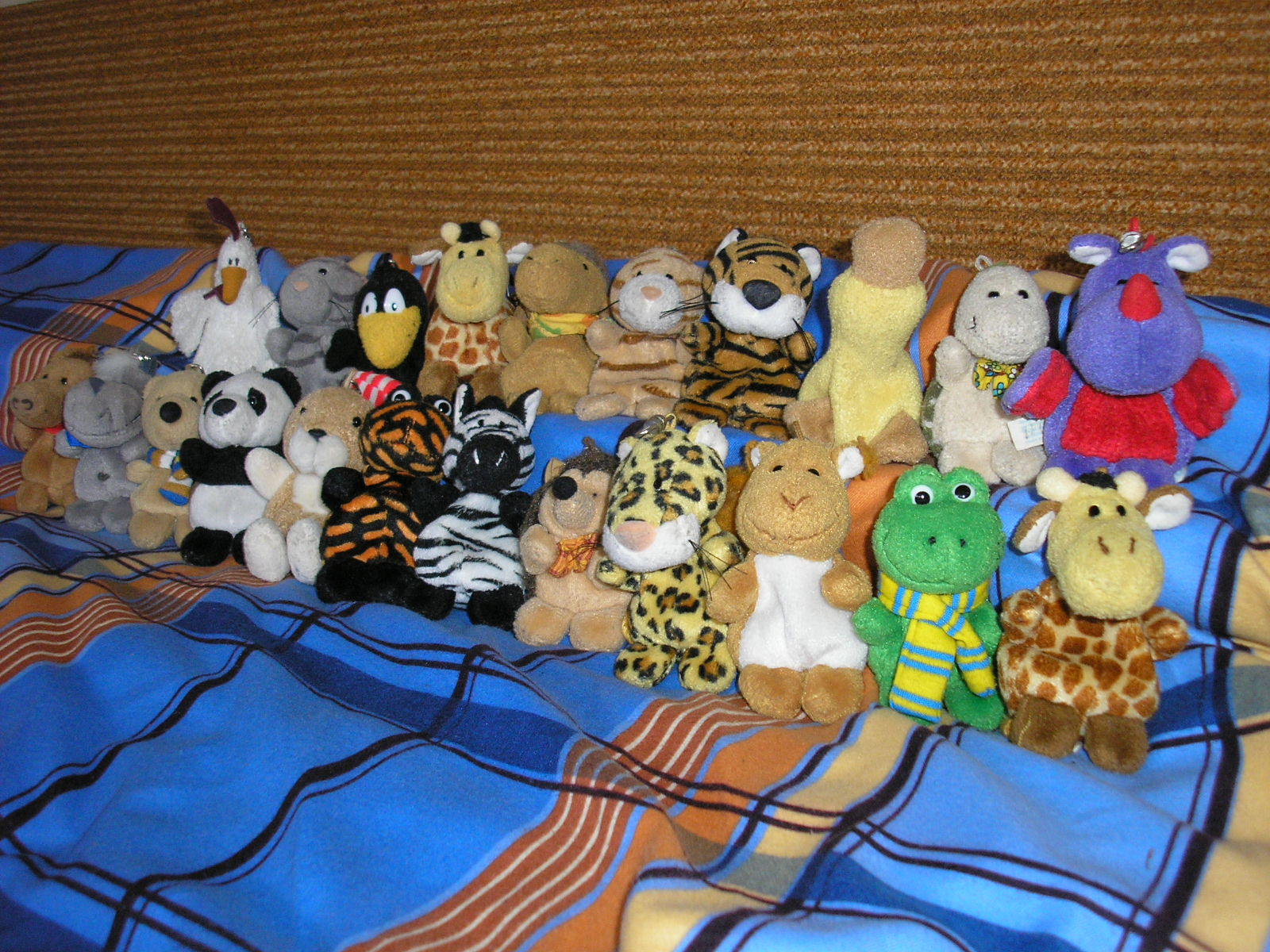
Schlüsselanhänger
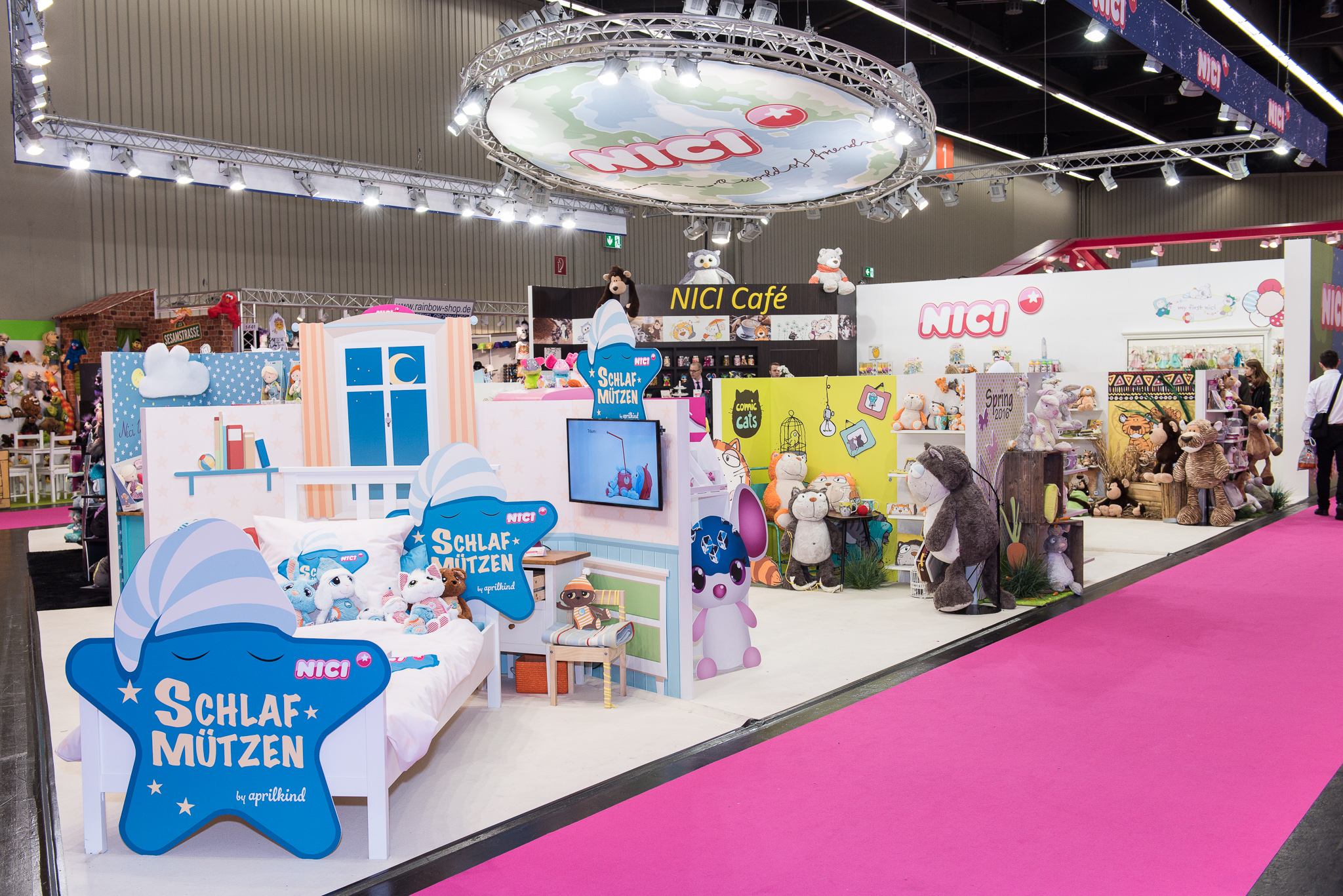
NICI auf der Nürnberger Spielwarenmesse 2016

## Produktbeispiele
Bekannt wurde das Unternehmen vor allem durch die Stoffschafe „Jolly Mäh“, von denen es nun auch verschiedene Abwandlungen gibt, wie
- ein Weihnachtsschaf mit roter Mütze und rotem Schal
- Schafe mit Kapuzenjacke oder Schleifen
- einen Wolf im Schafspelz genannt „Jolly Wolf“.